# Xã Biwabik, Quận St. Louis, Minnesota
Xã Biwabik (tiếng Anh: Biwabik Township) là một xã thuộc quận St. Louis, tiểu bang Minnesota, Hoa Kỳ. Năm 2010, dân số của xã này là 804 người.